# Колдинг Нильсен, Эрланд
Эрланд Нильсен Колдинг (дат. Erland Nielsen Kolding) (13 января 1947, Фредериксберг, Дания — 23 января 2017) — датский библиотечный деятель и редактор, магистр истории наук (1973).

## Биография
Родился 13 января 1947 года в Фредериксберге. В 1971 году поступил на работу в Королевскую библиотечную школу в Копенгагене, где он читал лекции вплоть до 1980 года; одновременно с этим по совместительству работал в других библиотечных школах, библиотеках и на профессиональных конференциях в ряде стран. В 1986 году был избран директором Королевской библиотеки Дании, а также библиотеки Копенгагенского университета и проработал там фактически до смерти.
Скончался 23 января 2017 года, спустя 8 дней после своего 70-летия.

### Личная жизнь
Эрланд Колдинг был женат дважды.
От первого брака у него двое детей. Имя супруги, как и судьба брака, неизвестны.
Второй супругой являлась Ингер Серенсен (род. 8 июня 1944) — старший библиотекарь, музыковед и профессор. Детей от этого брака нет.

## Научные работы
Основные научные работы посвящены библиотековедению. Автор ряда научных работ, 13 книг по архитектуре, истории египтологии.

## Членство в обществах
- Член ИФЛА.
- Член Консорциума европейских исследовательских библиотек.
- Член Лиги европейских исследовательских библиотек.
- Член Шведского королевского общества.

## Награды и премии
1. Рыцарь-командор ордена Данеброг (K);
2. Крест Признания III степени (14 октября 2008, Латвия) (Le.C.R.3)[3];
3. Медаль в честь 800-летия Великой Монгольской государственности. (Mong. Med. 800);
4. Командор ордена Заслуг (Норвегия) (No.F.3).